# Моршанск
Морша́нск — город (с 1779) на севере Тамбовской области России. Административный центр Моршанского района, в который не входит. Город областного значения, образующий городской округ город Моршанск.
Расположен по обоим берегам реки Цны при пересечении её железной дорогой, в 90 км к северу от Тамбова. Одноимённая железнодорожная станция Куйбышевской железной дороги на линии Ряжск — Пенза. Население — 39 023 чел. (2021).

## Этимология
Этимология названия до сих пор неясна. По мнению профессора Е. М. Поспелова, выделение элемента -ша и отнесение названия к числу финно-угорского неубедительна. Поспелов предполагает, что возможна связь с русским антропонимом Морша (Казань, XVI в.).

## История

### Основание
Впервые упоминается в 1623 году как село Морша, принадлежавшее рязанским архиереям. Мордовское население Морши в XVII веке приняло христианство и ассимилировалось русскими переселенцами. Со второй половины XVII века — крупное торговое село.

### XVIII век
В 1769 году в Моршанске было 4 церкви, полотняная фабрика и винокуренный завод.
16 сентября 1779 года по именному указу Екатерины II Морша — центр хлебной торговли на реке Цне — преобразована в город Моршанск, ставший уездным. Земским начальником Моршанска, по указу императрицы Екатерины II, стал дворянин Кирилл Паршин. 16 августа 1781 года Екатериной II Высочайше утверждён герб города Моршанска. Первая улица города — Набережная (ныне Свободная).
В XVIII веке Моршанск являлся важным центром изготовления парусного полотна и крупным пунктом перегона лошадей. Расширялись и укреплялись рыночные связи. Важнейшей торговой магистралью служила Цна. Она была судоходна с Моршанска. С моршанских пристаней грузы на баржах отправлялись по рекам Мокше, Оке, Волге и далее по речным системам в Санкт-Петербург, Рыбинск, Нижний Новгород, Москву и Муром.
За год из Моршанска вывозили до 14 млн пудов различных грузов: хлеб, муку, сало, кожу, скот, пеньку, махорку. Одновременно в Моршанск прибывали для переправки гужевым транспортом в южные уезды губернии камень, соль, разные фабричные изделия. Ежегодно для обслуживания цнинского водного пути под Моршанском сооружалось свыше сотни различных судов. На их постройке и перевозке грузов была занята целая армия наёмных работников.

### XIX век
В 1867 году открыто движение по железнодорожной линии Ряжск — Моршанск, в 1874 — по линии Моршанск — Сызрань.

До середины 1870-х годов Моршанск был крупнейшим торгово-промышленным центром Тамбовской губернии, однако 25 мая 1875 года в городе произошёл пожар. В исторических очерках писалось: 
«Многие люди бросали в Цну наиболее ценное имущество и пытались вместе с ним спастись в реке, другие были вынуждены бросить всё и спасаться за рекой в лесу. Утверждали, что горела даже река, — это плыли по ней разные вещи: сундуки, одежда. Даже в воде всё продолжало гореть, создавая впечатление, что горит вода. Ликвидировать пожар такой силы не было возможности. Сильный ветер способствовал распространению пожара. В близлежащих сёлах видели, как ветер проносит над ними обгоревших галок, тряпки, бумаги. Было также видно, как за реку и в поле относило горевшие стропила и головни». 
О трагедии много писали русские и иностранные газеты, а фотоснимки пожара помещались в журналах. Писатель И. С. Тургенев выступал на благотворительных концертах во Франции в фонд моршанских погорельцев. Также в Моршанске был создан Комитет помощи погорельцам под председательством В. Г. Безобразова. В комитет входил и протоиерей Лука Воскресенский.
Император Александр II, бывавший в Моршанске со своим учителем В. А. Жуковским, лично откликнулся на беду. Сначала он пожертвовал 3 000 рублей, а затем — ещё 30 тысяч. Моршанцы отслужили благодарственный молебен и отправили благодарственную телеграмму царю. В память об этом событии на Почтовой улице (ныне Пушкинская) был построен Александровский приют для детей-сирот.
После пожара 1875 года город застраивался в основном каменными зданиями.
В XIX веке торговое значение города упало в связи со строительством железных дорог. В нём стала развиваться суконная и табачная (махорочная) промышленность. В 1880—1890-х годах основаны чугунолитейный, канифольный, стекольный и лесопильный заводы, две типографии.
С историей города связано интересное событие русского строительства: в 1811—1812 годах здесь, впервые в России, была передвинута на 42 аршина деревянная церковь крепостным механиком-самоучкой Дмитрием Петровым.
В 1893 году братья Михаил и Василий Асеевы основали Моршанскую суконную мануфактуру.

### Начало XX века
В начале XX века в Моршанске имелись отделения Государственного, Соединённого и Русского торгово-промышленных банков, женская гимназия, городское и реальное училища, мужские и женские приходские училища, публичная библиотека, земский ветеринарный пункт и 8 церквей.

### Гражданская война
В 1920 году Моршанский уезд, вместе с остальным уездам Тамбовской губернии, охватило Тамбовское восстание. Повстанцы ликвидировали органы советской власти, уничтожали её представителей, воинские гарнизоны и в некоторых сёлах брали власть в свои руки.
Из доклада коменданта Моршанского концлагеря следует, что на 27 сентября 1921 года в отделении концлагеря содержалось всего 141 человек, из них 89 мужчин, 15 женщин и 37 детей; детей до года — 8, от года до пяти — 10, остальных возрастов — 19 человек. Далее автор доклада признавал, что в камерах душно, дети бледны и истощены, прогулок нет. Вопреки требованиям об отправке детей из семей заложников в детские приемники они продолжали содержаться в концлагерях вместе со взрослыми.

### Советский период
7 марта 1941 года Моршанск получил статус города областного подчинения.
В годы Великой Отечественной войны Моршанск был тыловым городом, одним из основных центров махорочного и табачного производства, продукцией которых снабжалась Красная армия.
1 июня 1951 года был сформирован 153 ИАП ПВО. До 1985 года инфраструктура аэродрома и военный городок напоминала скорее полевой аэродром какого-нибудь летного училища. Благополучно пережив 90-е годы, полк был внезапно расформирован летом 2001 года. Служебные постройки в настоящее время разрушены. Взлетная полоса и рулежные дорожки сохранились неплохо, в некоторых местах осталась даже разметка.
В 1990 году Моршанск получил статус исторического города.

### Современность
25 сентября 2012 года решением Совета народных депутатов города Моршанска утверждён исторический герб (1781), реконструированный при содействии Союза геральдистов России. В советское время исторический герб Моршанска не использовался.

## Население
| 1856    | 1897    | 1913    | 1926    | 1931    | 1939    | 1959    | 1967    | 1970    | 1979    |
| ------- | ------- | ------- | ------- | ------- | ------- | ------- | ------- | ------- | ------- |
| 12 300  | ↗26 458 | ↗32 500 | ↘27 796 | ↗27 800 | ↗35 193 | ↗40 924 | ↗43 000 | ↗44 245 | ↗47 655 |
| 1987    | 1989    | 1992    | 2000    | 2001    | 2002    | 2003    | 2005    | 2006    | 2009    |
| ↗51 000 | ↘50 055 | ↗50 500 | ↘49 500 | ↘49 300 | ↘44 486 | ↗44 500 | ↘43 300 | ↘42 700 | ↘41 476 |
| 2010    | 2011    | 2012    | 2013    | 2014    | 2015    | 2016    | 2017    | 2018    | 2019    |
| ↗41 556 | ↗41 600 | ↘40 869 | ↘40 412 | ↘40 029 | ↘39 583 | ↗39 842 | ↘39 362 | ↘38 943 | ↘38 230 |
| 2020    | 2021    |         |         |         |         |         |         |         |         |
| ↘37 955 | ↗39 023 |         |         |         |         |         |         |         |         |

На 1 января 2025 года по численности населения город находился на 395-м месте из 1124 городов Российской Федерации.
Национальный состав
По итогам переписи населения 2020 года проживали следующие национальности (национальности менее 0,1 % и другое, см. в сноске к строке «Другие»):
| Национальность | Численность, чел. | Доля     |
| -------------- | ----------------- | -------- |
| Русские        | 36 250            | 92,89 %  |
| Армяне         | 85                | 0,22 %   |
| Таджики        | 71                | 0,18 %   |
| Украинцы       | 61                | 0,16 %   |
| Узбеки         | 57                | 0,15 %   |
| Другие         | 2499              | 6,40 %   |
| Итого          | 39 023            | 100,00 % |

## Экономика

### Промышленность
- Пищевая
ОАО «Завод пивоваренный „Моршанский“».
ЗАО Маслодельный завод «Моршанский».
ОАО "Горпищекомбинат «Моршанский».
ООО «РУССКАЯ КОРМОВАЯ КОМПАНИЯ. Моршанский мясокомбинат»
- Табачная
ОАО «Моршанская табачная фабрика» (деятельность не осуществляет, находится в процедуре несостоятельности (банкротства) с 2018 года[38].
- Химическое машиностроение
ООО «Завод „Моршанскхиммаш“» (завод специализировался на изготовлении оборудования для нефтегазовой отрасли, нефтехимической и химической отрасли, атомной и классической энергетики, авиационной и космической отрасли, находится в процедуре несостоятельности (банкротства) с 2020 года).
- Суконная
ООО «Моршанская мануфактура», предприятие находится в процедуре несостоятельности (банкротства)[39].
- Железнодорожный транспорт
Локомотивное депо «Моршанск»
- Стройматериалы
Моршанские металлоизделия

Закрытые:
- Моршанский моторемонтный завод

### Торговля
В городе работают основные федеральные сети электроники, такие как «DNS», «Связной», «Эльдорадо» и другие. В сфере продуктов питания на благо горожан работают крупные продуктовые гипермаркеты и супермаркеты «Магнит», «Светофор», «Бегемот», «Пятёрочка» и другие.
Также функционирует «Моршанский городской рынок»

### Гостиницы
- Гостиница «Цна»
- Гостиничный комплекс «Чистые пруды»

## Транспорт

### Автодороги
Город расположен на трассе А-143 Тамбов — Моршанск — Шацк.

### Городской
Городской транспорт представлен автобусами и маршрутными такси:
- ООО «Моршанское АТП»
- ООО «Моршанск Авто-4»
- ООО «Моршанск Авто-5»
- ООО «Пальмира»

### Железнодорожный
Одноимённая железнодорожная станция Пензенского региона Куйбышевской железной дороги на линии Ряжск — Пенза.

## Здравоохранение
- ТОГБУЗ Моршанская ЦРБ
- ТОГБУЗ Городская поликлиника
- ТОГБУЗ Детская поликлиника
- НУЗ Узловая поликлиника на станции Моршанск ОАО «Российские железные дороги»
- НУЗ Поликлиника «Автомобилист»
- Городская стоматологическая поликлиника

## Архитектура и достопримечательности
- Троицкий собор — главная архитектурная достопримечательность Моршанска. Здание собора видно за десятки километров от города. История храма начинается с 1830 года, когда было выбрано место для строительства на берегу реки Цны и утверждён проект[40].
- Церковь Успения Пресвятой Богородицы — единственная в Тамбовской области старообрядческая церковь. Строительство церкви было начато в 1913 году по проекту губернского инженера И. А. Вагакова (построена в 1914 году). Финансирование строительства осуществляла супруга богатейшего моршанского купца А. А. Смесова — Мария Ивановна[41]. Первое богослужение состоялось 29 ноября 1914 года. По своему прямому назначению церковь использовалась всего 15 лет (затем её закрыли). В 1960-е годы XX столетия церковь превратили в продуктовый магазин. 12 декабря 1990 года было принято решение о передачи здания на баланс отдела культуры исполнительного комитета Моршанского районного совета народных депутатов. В августе 2014 года церковь Успения Пресвятой Богородицы была передана местной общине Русской православной старообрядческой церкви.
- Моршанский историко-художественный музей, 13 апреля 1918 года на заседании уездного исполкома было принято постановление о создании Моршанского музея. Основателем и первым руководителем его был замечательный археолог, художник П. П. Иванов. В музее находится вторая в России по величине и качеству коллекция древнерусской деревянной скульптуры, она насчитывает более 70 произведений XVII—XVIII веков[42].
- Здание центральной городской библиотеки (бывший банк)
- Никольская церковь — первое упоминание о храме относится к 1736 году. Последнюю постройку нового Никольского храма, по имеющемся архивным документам можно отнести к 1848 году. В 1930—е годы Никольский храм, стал местом молитвы монашества, священников и их семей из разорённых обителей и храмов. Престолов три: главный — в честь святителя Николая чудотворца, придельные в честь — Казанской иконы Божией Матери и первоверховных апостолов Петра и Павла[43].
- Здание Госбанка (бывший дом купцов Платицыных)
- Центр творчества детей и юношества (бывший дом купца И. П. Попова)
- Здание ЗАГСа (бывший дом купцов Фонталовых)

- Троицкий собор
- Бывшие Моршанские торговые ряды
- Успенская церковь
- Никольская церковь
- Центральная городская библиотека (бывший банк)
- ЗАГС

## Образование

### Общее образование
- Средняя общеобразовательная школа № 1 (с углублённым изучением отдельных предметов)
- Средняя общеобразовательная школа № 2 имени Героя Советского Союза Н. И. Бореева
- Средняя общеобразовательная школа № 3
- Муниципальное бюджетное общеобразовательное учреждение «Гимназия»
- Муниципальное бюджетное общеобразовательное учреждение Сокольниковская средняя общеобразовательная школа

### Дошкольное образование
В Моршанске работают 13 детских дошкольных образовательных учреждений.

### Дополнительное образование
- Детско-юношеская спортивная школа
- Центр дополнительного образования для детей
- Детский оздоровительно-образовательный лагерь «Спутник»
- Детский оздоровительно-образовательный лагерь «Акварель»

### Среднее профессиональное и высшее образование
- ТОГПБОУ СПО «Многоотраслевой Колледж»
- Российский новый университет, Моршанский филиал
- Институт заочного обучения ТГТУ

## Спорт
- Ледовая арена им. В. М. Боброва
- Стадион им. В. М. Боброва
- СК «Юность»
- СК «Дельфин»

## Связь
- Услуги сотовой связи и мобильного интернета предоставляют следующие операторы: «МТС», «Билайн», «МегаФон», «Tele2» и «Yota».
- Услуги проводной телефонной связи и домашнего интернета — «Ростелеком».

## Автошколы
- ПОУ ДОСААФ (ул. Пушкина, д. 22)
- ООО «АВТОКЛУБ» (ул. Ленина, д.112)
- Автошкола при ТОГБПОУ СПО «Многоотраслевой Колледж»(ул. Красная, д.2)

## Религия

### Русская православная церковь
- Собор Троицы Живоначальной (Троицкий собор)
- Свято-Никольский храм
- Часовня Николая Чудотворца

#### Разрушенные храмы
- Софийский собор — возведён в 1753 году купцами Петром и Фёдором Копейкиными;
- Вознесенский храм — построен в 1799 году на средства купца Алексея Тюлюкина;
- Николаевский (Барашевский) каменный храм — построен в 1840 году купцом Георгием Платицыным вместо прежнего деревянного, открытого в 1804 году;
- Часовня Казанской Божией Матери.

Две бесприходных церкви находились при кладбищах города:
- Рождества Богородицы (Николаевская), действовавшая с 1797 года;
- Храм во имя Феодоровской иконы Божией матери 1789 года постройки. Разрушена в 1939 году.

### Русская православная старообрядческая церковь
- Церковь Успения Пресвятой Богородицы

### Евангельские христиане-баптисты
- Церковь евангельских христиан-баптистов

### Пресвитерианство
- Христианская пресвитерианская церковь «Преображение»

## Средства массовой информации
- газета Согласие
- Моршанский вестник